# Vernier thruster

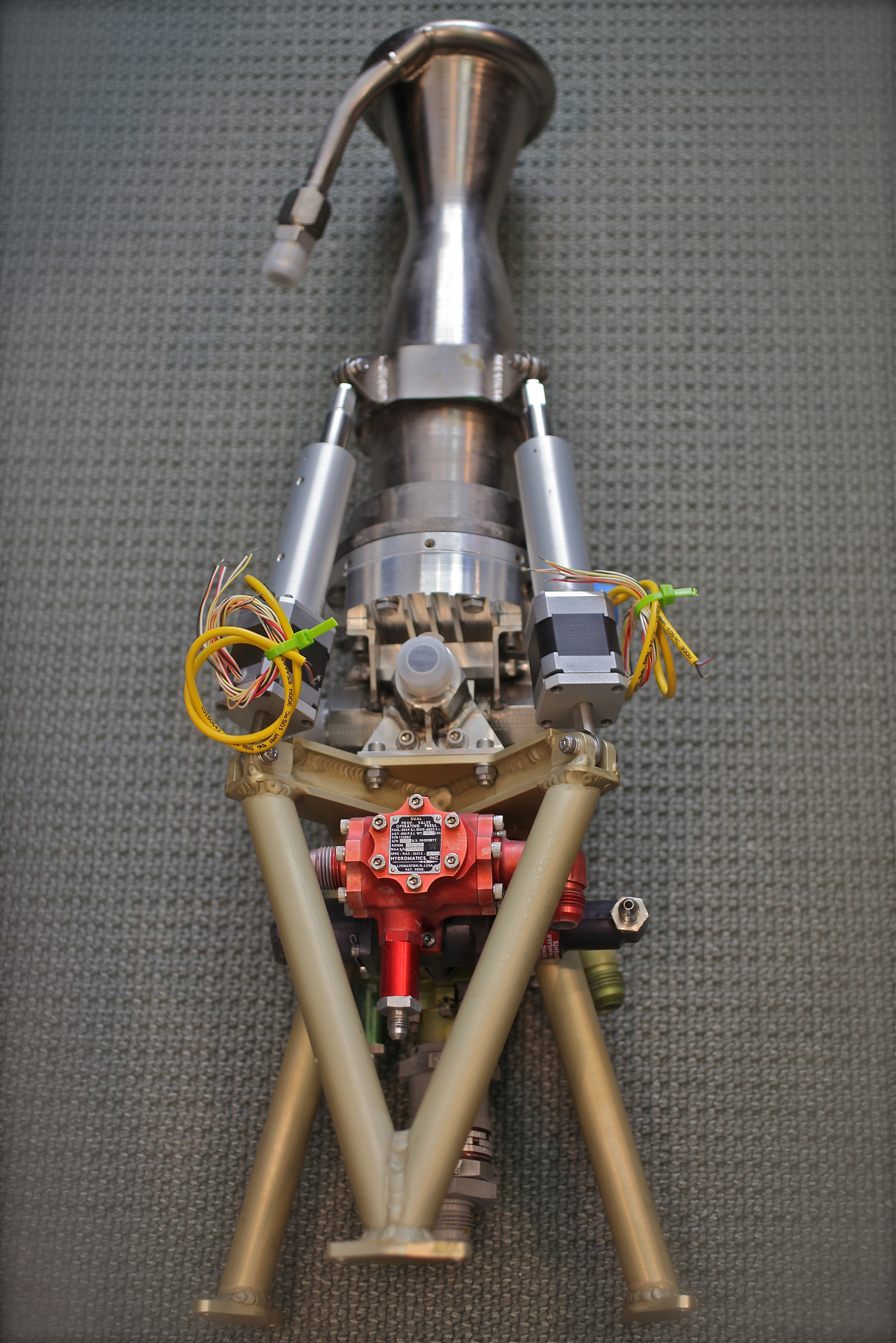
Một động cơ đẩy vernier trên tên lửa trong sứ mệnh Mercury-Atlas

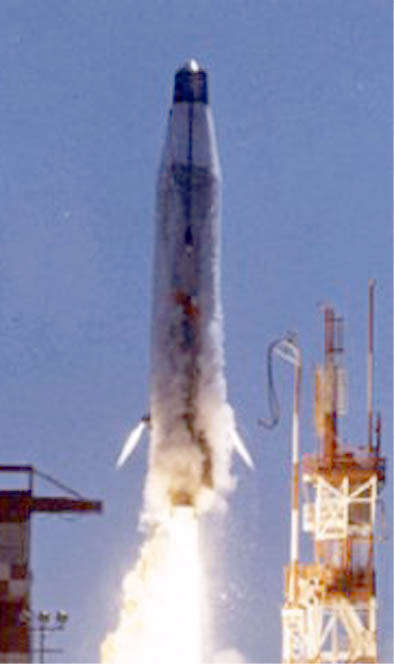
Dễ dàng nhìn thấy luồng phụt chéo từ các động cơ đẩy Vernier đặt bên hông tên lửa Atlas

vernier thruster là động cơ tên lửa cỡ nhỏ có nhiệm vụ điểu chỉnh phương hướng hoặc thay đổi vận tốc của tàu vũ trụ/tên lửa. Tùy thuộc vào thiết kế của hệ thống điều khiển tàu vũ trụ/tên lửa, mà nó có thể chỉ là một động cơ đẩy bổ sung lực đẩy cho động cơ chính, hoặc bổ sung cho hệ thống đẩy điều chỉnh phương hướng tàu cỡ lớn hơn, hoặc là một phần của hệ thống điều khiển (reaction control system).
Tên của động cơ bắt nguồn từ thang đo Vernier (theo tên nhà phát minh Pierre Vernier), trong đó có một thang đo chính dùng để đo kích thước thô, và một thang đo phụ dùng để đo kích thước chính xác.
Các động cơ Vernier thruster được sử dụng nhằm đáp ứng yêu cầu thiết kế động cơ có nhiều mức lực đẩy khác nhau để kiểm soát phương hướng và tốc độ tàu vũ trụ khi tiến hành ghép nối với tàu vũ trụ khác.
Đối với các tàu vũ trụ sử dụng hai loại động cơ kiểm soát phương hướng khác nhau, hệ thống kiểm soát phương hướng chính ACS (Attitude Control System) được sử dụng khi cần đổi hướng tàu ban đầu, sau đó tiếp tục sử dụng động cơ vernier cho việc tinh chỉnh phương hướng tàu chính xác.
Động cơ Vernier dần không còn được sử dụng trong các thiết kế tên lửa hiện nay.
Thay vào đó, động cơ tên lửa hiện nay có khả năng điều chỉnh hướng đẩy tốt hơn, có khả năng tạo ra các xung đẩy trong thời gian ngắn nhờ có miệng xả lớn hơn, mang lại độ biến thiên moment tương tự như xung đẩy trong thời gian dài nhưng miệng xả động cơ nhỏ hơn.
Động cơ đẩy Vernier được sử dụng trên tên lửa R-7, tên lửa Atlas, nhằm tăng khả năng điều khiển cho tên lửa, dù cho động cơ chính của Atlas cũng có khả năng thay đổi luồng phụt. Dòng tên lửa đẩy Thor/Delta cũng được trang bị loại động cơ này.

## Ví dụ

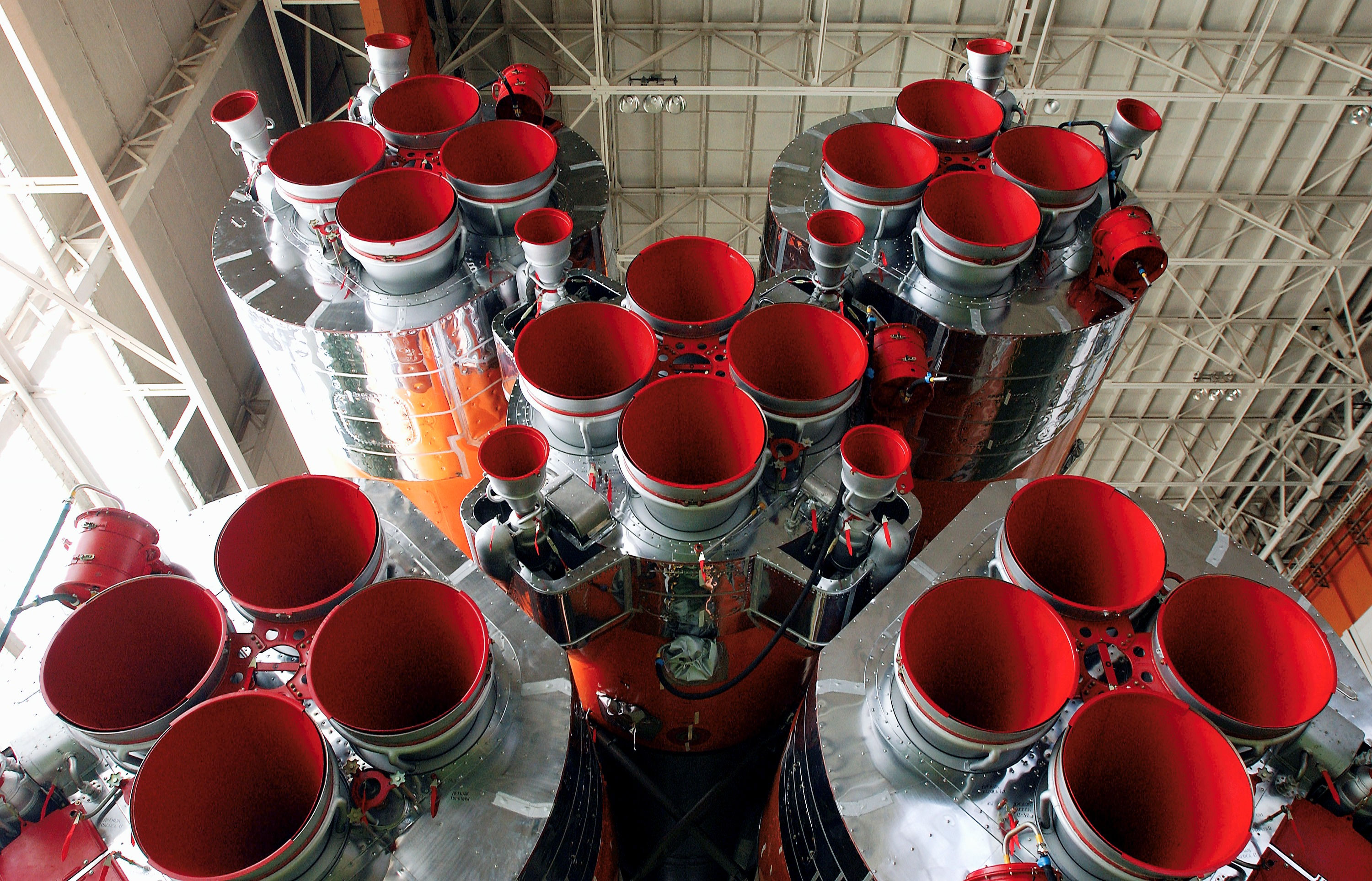
Động cơ đẩy trên tầng đẩy 1 và 2 của Tên lửa Soyuz, cho thấy module gồm 4 động cơ RD-107, mỗi động cơ có một cặp động cơ vernier bên cạnh, và động cơ trung tâm RD-108 với 4 động cơ vernier có khả năng thay đổi hướng phụt.

- Dòng tên lửa đẩy R-7 trang bị động cơ vernier S1.358000 ở tầng đẩy 1 và 2, động cơ RD-8 trên dòng tên lửa Zenit, động cơ RD-855 và RD-856 trên ICBM R-36, và RD-0214 trên dòng tên lửa Proton.
- Tên lửa đẩy SM-65 Atlas sử dụng động cơ đẩy vernier LR-101 để điều khiển bay sau khi động cơ chính ngừng hoạt động. Tên lửa Delta II và Delta III cũng sử dụng động cơ LR-101 để điều khiển xoay tên lửa thay cho động cơ chính không có khả năng này (dù cho động cơ GEM 46 ra đời sau đó có khả năng thay đổi vector lực đẩy, nhưng chỉ có ba động cơ được sản xuất có tính năng này).[3]
- Tàu con thoi có trang bị 6 động cơ vernier trong hệ thống "Vernier Reaction Control System" (VRCS). Thông thường được sử dụng để đẩy trạm vũ trụ quốc tế ISS khi tàu con thoi đang cập vào trạm.[2][4]